# モエギタケ
モエギタケ（萌黄茸、学名: Stropharia aeruginosa）はモエギタケ科モエギタケ属の属する中型から大型のキノコ（菌類）である。和名の由来となっている傘色の萌黄（もえぎ）とは、日本の伝統色のひとつで、若葉のように冴えた黄緑色のことである。幼菌時は傘にぬめりがある。食毒は不明とされる。

## 分布・生態
日本各地、ヨーロッパ、北アメリカなどに分布する。
腐生菌（腐生性）。夏から晩秋または初冬にかけて、スギ、ヒノキ、アスナロ、マツなどの針葉樹と広葉樹の混生林、特に広葉樹林の地上に点々と散生する。林内の薄暗いやや湿った場所に生える。また、馬糞や牛糞の上にも発生する。

## 形態
子実体は傘と柄からなる。傘は径3 - 8センチメートル (cm) 、初め鐘形、のちに丸山形からまんじゅう形になり、ほぼ平らに開く。傘表面は初め粘液に覆われていて、周辺部に白色綿毛状の鱗片が点在し、緑色から青緑色、のちに粘液を失うにつれ萌黄色になる。乾くと光沢がある。傘裏のヒダは柄に対して直生して密に配列し、初め白色から灰白色で、のちに紫褐色になる。傘肉は白色。
柄は中空で長さ4 - 10 cm、太さ5 - 15ミリメートル (mm) で円柱状。柄の表面はやや緑色か青色を帯びた白色で、中程上方には白色で顕著な膜質のツバが見られるが、ツバは落ちやすい。ツバから下はささくれる。柄の基部には白い菌糸束が目立つ。
担子胞子は大きさ7 - 9 × 4 - 5マイクロメートル (μm) の卵形から楕円形で、汚黄色。胞子紋は暗紫褐色。
同属のサケツバタケ（Stropharia rugosoannulata）は形や大きさがよく似ているが、傘の色は茶色で、柄にはとてもよく目立つ切れ込みのある唾をつけるのが特徴である。

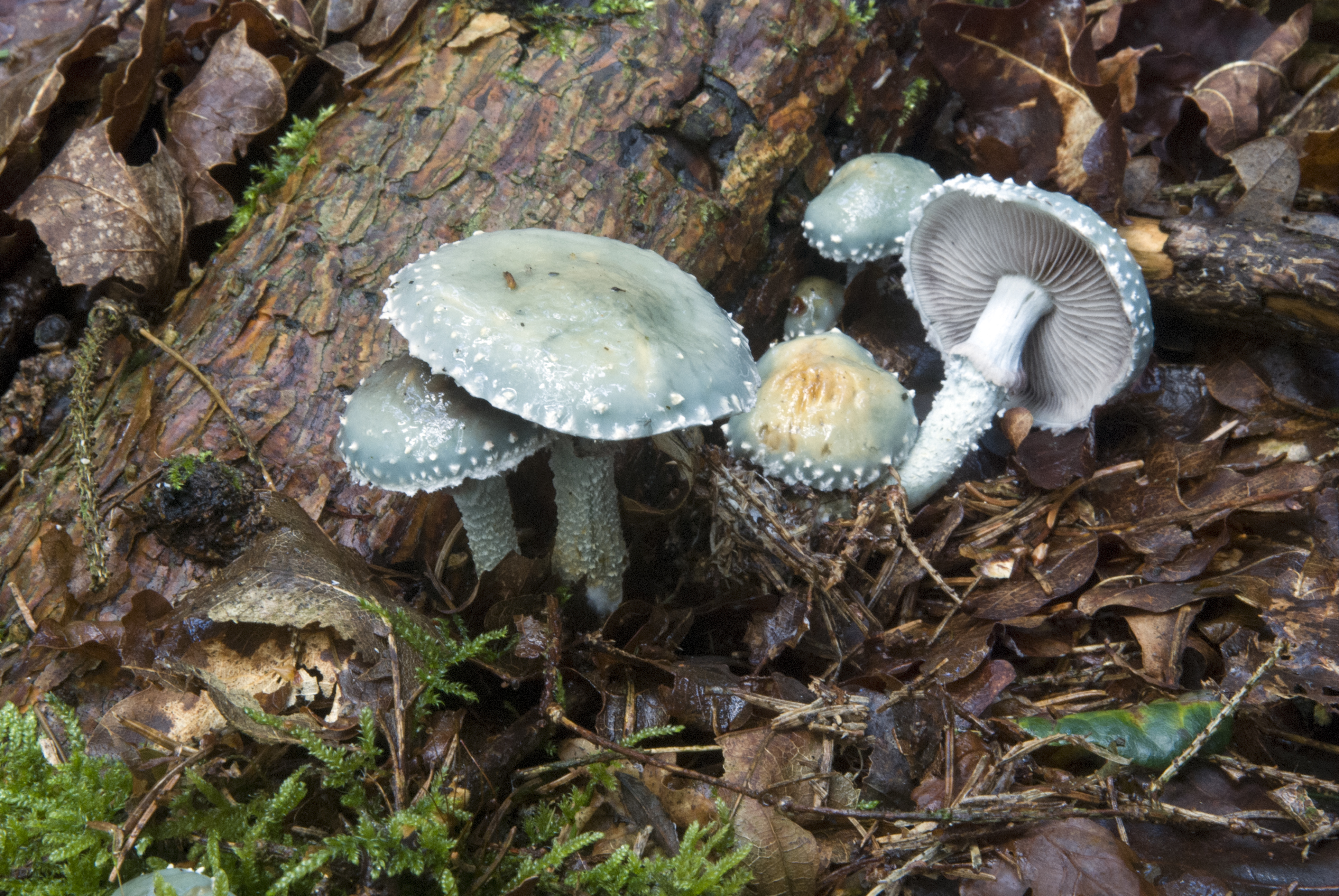
地上に発生したモエギタケ
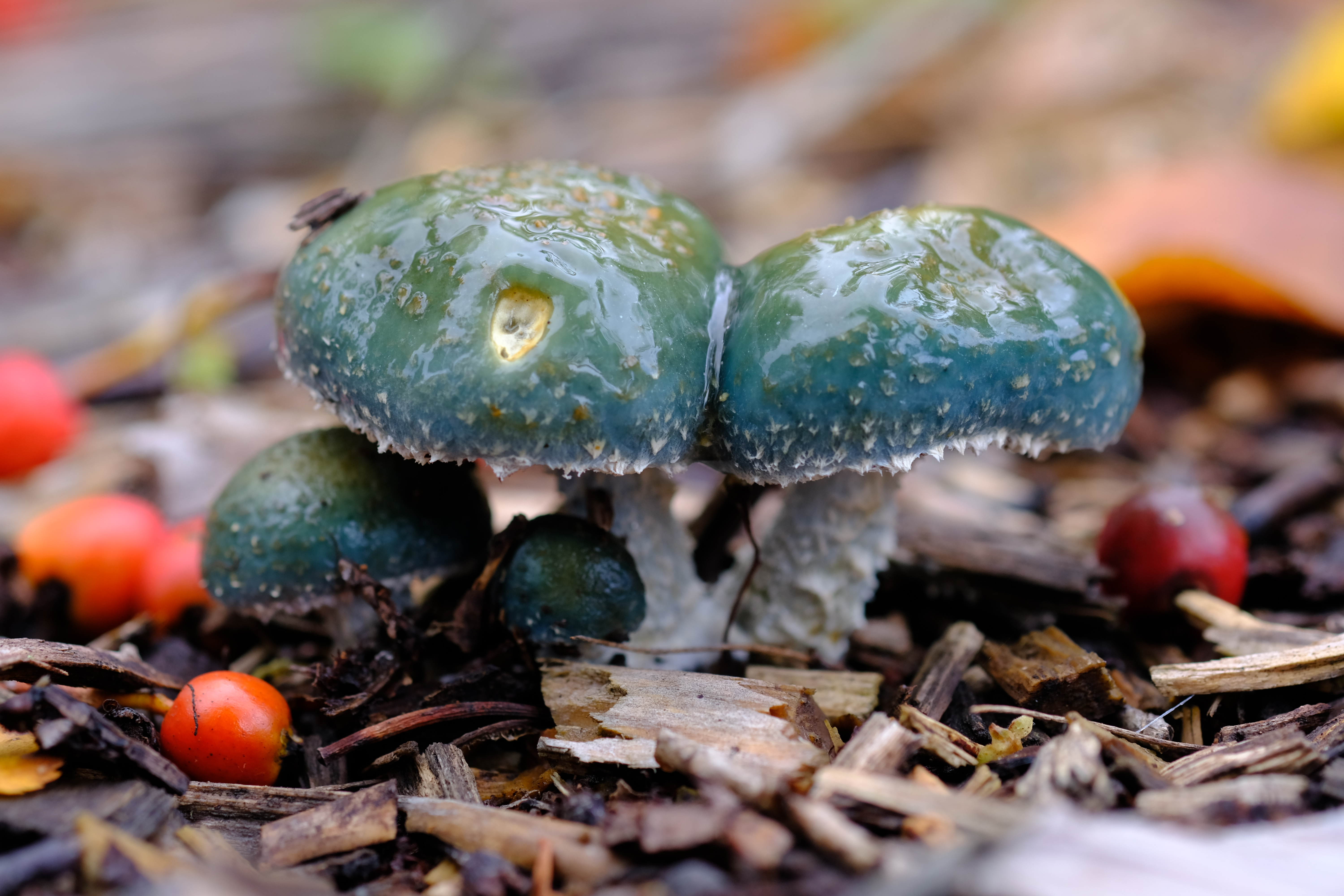
傘の表面が粘液で覆われる
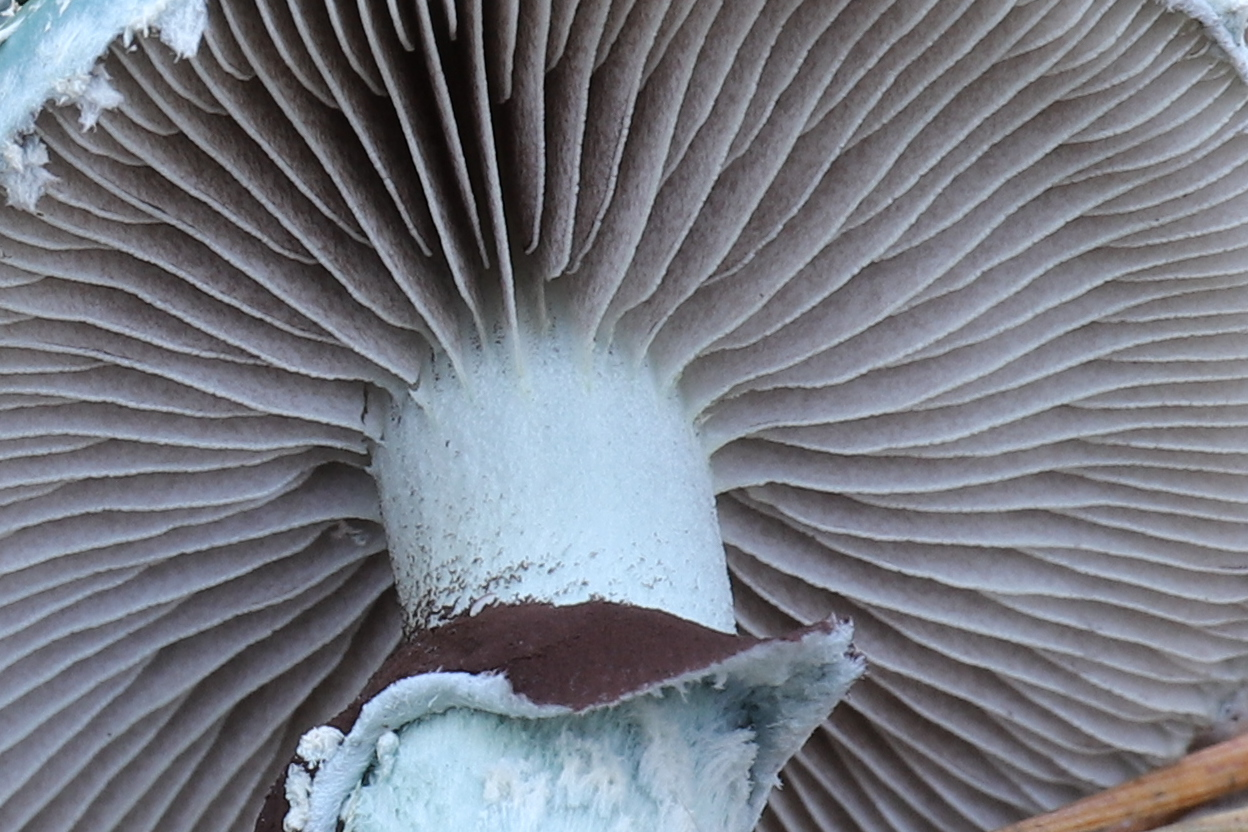
ヒダはやや密で灰白色
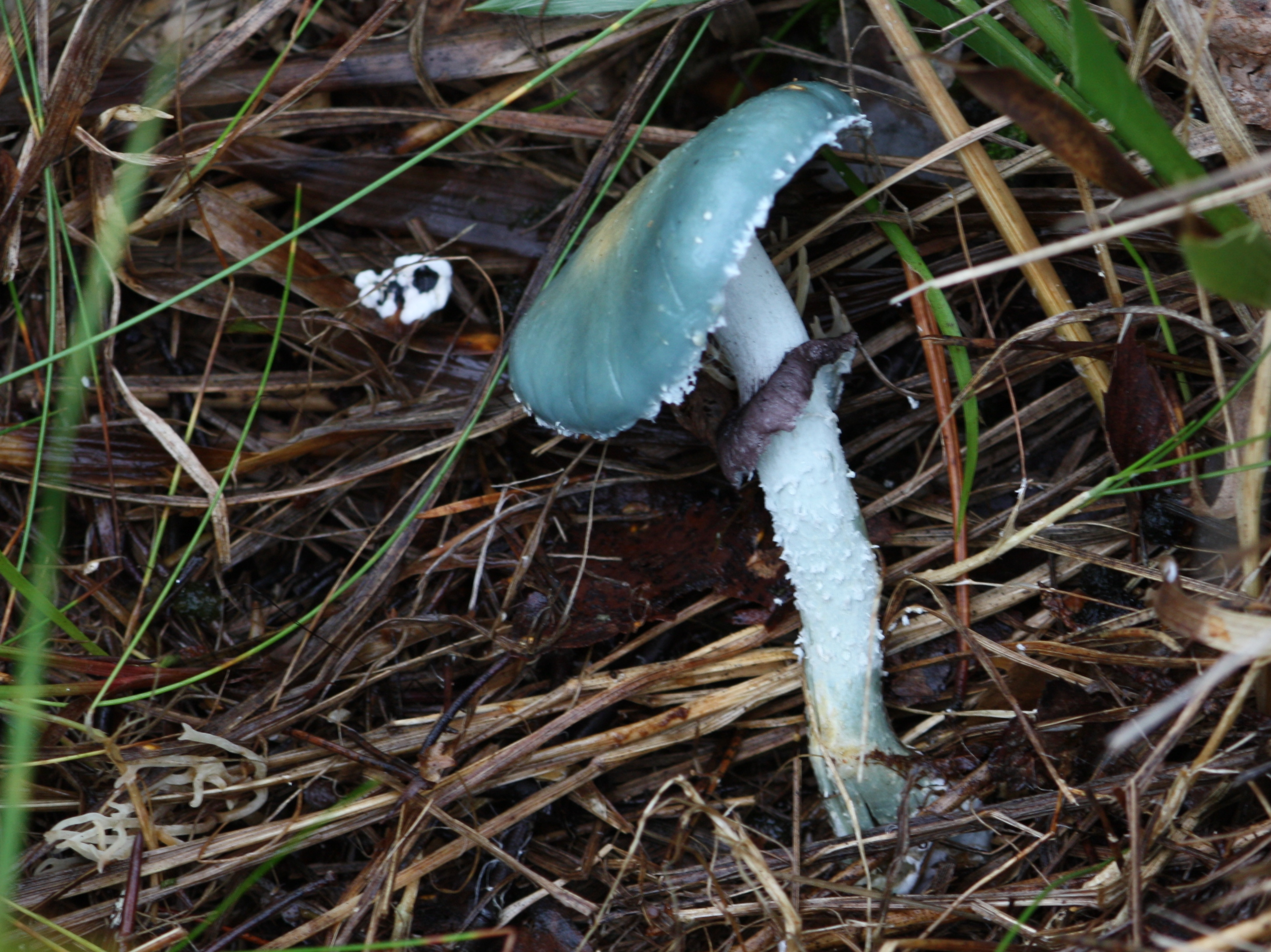
柄にはツバがつくが落ちやすい

## 利用
可食説と有毒説があり、詳細は不明である。日本国外では食菌として利用されていることもあるが、毒キノコとして紹介している図鑑もある。一方、日本国外でも有毒とされ、幻覚成分を含むという説もある。日本では茹でこぼせば食べられるともいわれているが、食用キノコとしては一般的ではないとされる。近縁のキノコで、気分が悪くなるなどの症状が出たという報告もあるので、本菌を食べるのは控えるべきともいわれている。